# Långbanit
Långbanit är ett mycket ovanligt komplext silikatmineral med mangan och antimon. Den idealiserade sammansättningen är Mn2+4Mn3+9Sb5+[O16|(SiO4)2]. Strukturellt är det ett nesosilikat med ytterligare syrejoner. Mineralet hittades första gången i östra Värmland i gruvan Långban som är typlokalen. 

## Egenskaper
I blåsrörstest blir långbanit matt utan att smälta. Saltsyralösning löser endast en ringa mängd långbanit. Mineralet är i allmänhet opakt och bildar tavelformade till kort- eller långsträckta prismor.
Kalcium kan substituera tvåvärt mangan och trevärt järn kan substituera trevärt mangan. Detta anges formelmässigt som (Mn2+,Ca)4(Mn3+,Fe3+)9Sb5+[O16|(SiO4)2].

## Etymologi och historia
Mineralet har namn efter Långbansgruvan där det först hittades. H. Sjögren undersökte mineralet 1878 men observerade inte antimoninnehållet. Gustaf Flink lyckades 1887 analysera hela innehållet och kunde beskriva mineralet formellt.

## Klassning
I den sedan 2001 av (International Mineralogical Association) IMA använda 9:e upplagan av Nickel-Strunz klassifikationssystem inordnas långbanit i mineralklassen ”nesosilikat med ytterligare anjoner” och med katjoner i 6 eller högre koordination. Långbanit är den enda specien i gruppen 9.AG.10.

## Förekomst
Långbanit bildas i kristallin kalksten tillsammans med manganrikt skarn. Mineralet förekommer i Långbansgruvan, Sjögruvan (Hällefors) och Mangruvan (Nyberg, Lindesberg). Vidare har långbanit hittats i Gozaishogruvan vid Iwaki på den japanska ön Honshu, i norska Brandsnuten vid Botnedal/Tokke samt i gruvan Fianel vid Ausserferrera i den schweiziska kantonen Graubünden.

## Kristallstruktur
Långbanit kristalliserar trigonalt i rymdgruppen P31m med gitterparameter a = 11,563(2) Å och c = 11,100(2) Å med tre formelenheter per elementarcell. Även en monoklin form finns.